# Long Lake (Arizona)
Der Long Lake ist ein Stausee im Süden des Colorado-Plateau im Coconino County im US-Bundesstaat Arizona. Er ist 2,8 km lang und 700 m breit. Im See gibt es Katzenwelse (Ictalurus punctatus) und Regenbogenforellen. Deshalb lockt es sehr viele Angler an den See. Der See liegt etwa 109 km südöstlich von Flagstaff.